# Guebenhouse
Guebenhouse (prononcé [ɡebənuz] ; nommée également Guébenhouse non officiellement) est une commune française située dans le département de la Moselle et le bassin de vie de la Moselle-Est.

## Géographie
Le village de Guebenhouse est limitrophe des communes de Loupershouse, Metzing, Ernestviller et Puttelange-Aux-Lacs. Le village se situe aux confins du bassin houiller lorrain ; il est entouré de champs vallonnés et de forêts d'aulnes et de pins. Du point culminant de Guebenhouse, on a une vue sur le massif des Vosges.
Le village absorbe plusieurs portions de forêt, celle de Guebenhouse même, celle de Metzing et celle du Grosswiese, zone humide qui s'étend entre Guebenhouse et Hundling.
Plusieurs étangs sont présents sur le territoire de la commune.
| Diebling     | Metzing             | Hundling     |
| Loupershouse | Guebenhouse         |              |
|              | Puttelange-aux-Lacs | Ernestviller |

### Hydrographie
La commune est située dans le bassin versant du Rhin au sein du bassin Rhin-Meuse. Elle est drainée par le ruisseau de l'Étang du Welschhof.

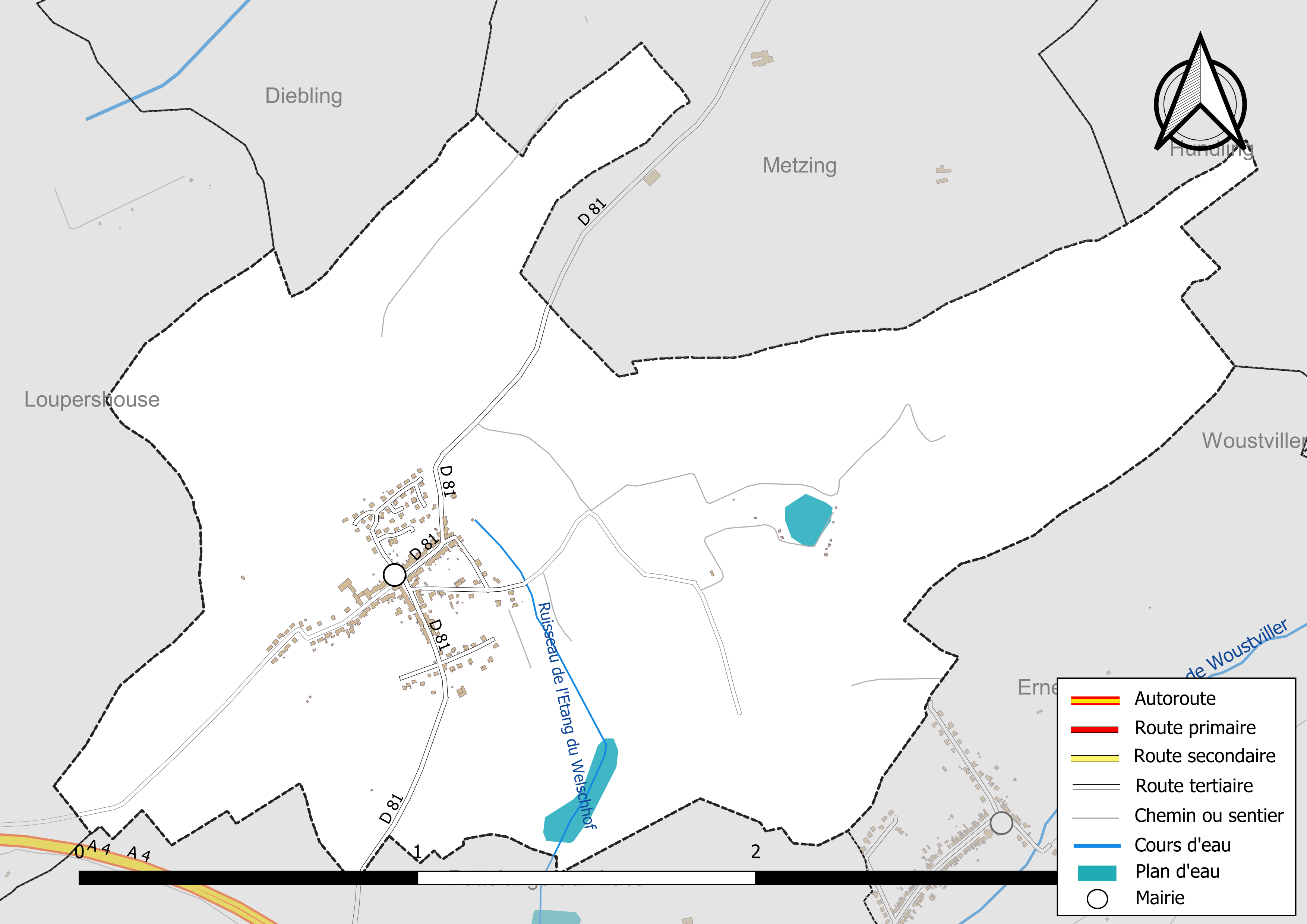
Réseaux hydrographique et routier de Guebenhouse.

### Climat
Pour des articles plus généraux, voir Climat du Grand Est et Climat de la Moselle.
En 2010, le climat de la commune est de type climat des marges montargnardes, selon une étude du Centre national de la recherche scientifique s'appuyant sur une série de données couvrant la période 1971-2000. En 2020, Météo-France publie une typologie des climats de la France métropolitaine dans laquelle la commune est exposée à un climat semi-continental et est dans une zone de transition entre les régions climatiques « Lorraine, plateau de Langres, Morvan » et « Vosges ». 
Pour la période 1971-2000, la température annuelle moyenne est de 9,8 °C, avec une amplitude thermique annuelle de 17,1 °C. Le cumul annuel moyen de précipitations est de 873 mm, avec 11,7 jours de précipitations en janvier et 9,4 jours en juillet. Pour la période 1991-2020, la température moyenne annuelle observée sur la station météorologique de Météo-France la plus proche, « Seingbouse », sur la commune de Seingbouse à 9 km à vol d'oiseau, est de 10,5 °C et le cumul annuel moyen de précipitations est de 731,4 mm. 
La température maximale relevée sur cette station est de 37,9 °C, atteinte le 25 juillet 2019 ; la température minimale est de −17 °C, atteinte le 20 décembre 2009,,. 
Les paramètres climatiques de la commune ont été estimés pour le milieu du siècle (2041-2070) selon différents scénarios d'émission de gaz à effet de serre à partir des nouvelles projections climatiques de référence DRIAS-2020. Ils sont consultables sur un site dédié publié par Météo-France en novembre 2022.

## Urbanisme

### Typologie
Au 1er janvier 2024, Guebenhouse est catégorisée commune rurale à habitat dispersé, selon la nouvelle grille communale de densité à sept niveaux définie par l'Insee en 2022.
Elle est située hors unité urbaine. Par ailleurs la commune fait partie de l'aire d'attraction de Sarreguemines (partie française), dont elle est une commune de la couronne,. Cette aire, qui regroupe 48 communes, est catégorisée dans les aires de 50 000 à moins de 200 000 habitants,.

### Occupation des sols
L'occupation des sols de la commune, telle qu'elle ressort de la base de données européenne d’occupation biophysique des sols Corine Land Cover (CLC), est marquée par l'importance des territoires agricoles (59,1 % en 2018), en diminution par rapport à 1990 (65,1 %). La répartition détaillée en 2018 est la suivante : 
zones agricoles hétérogènes (41,3 %), forêts (34,9 %), prairies (12,8 %), zones urbanisées (5,9 %), terres arables (5 %). L'évolution de l’occupation des sols de la commune et de ses infrastructures peut être observée sur les différentes représentations cartographiques du territoire : la carte de Cassini (XVIIIe siècle), la carte d'état-major (1820-1866) et les cartes ou photos aériennes de l'IGN pour la période actuelle (1950 à aujourd'hui).

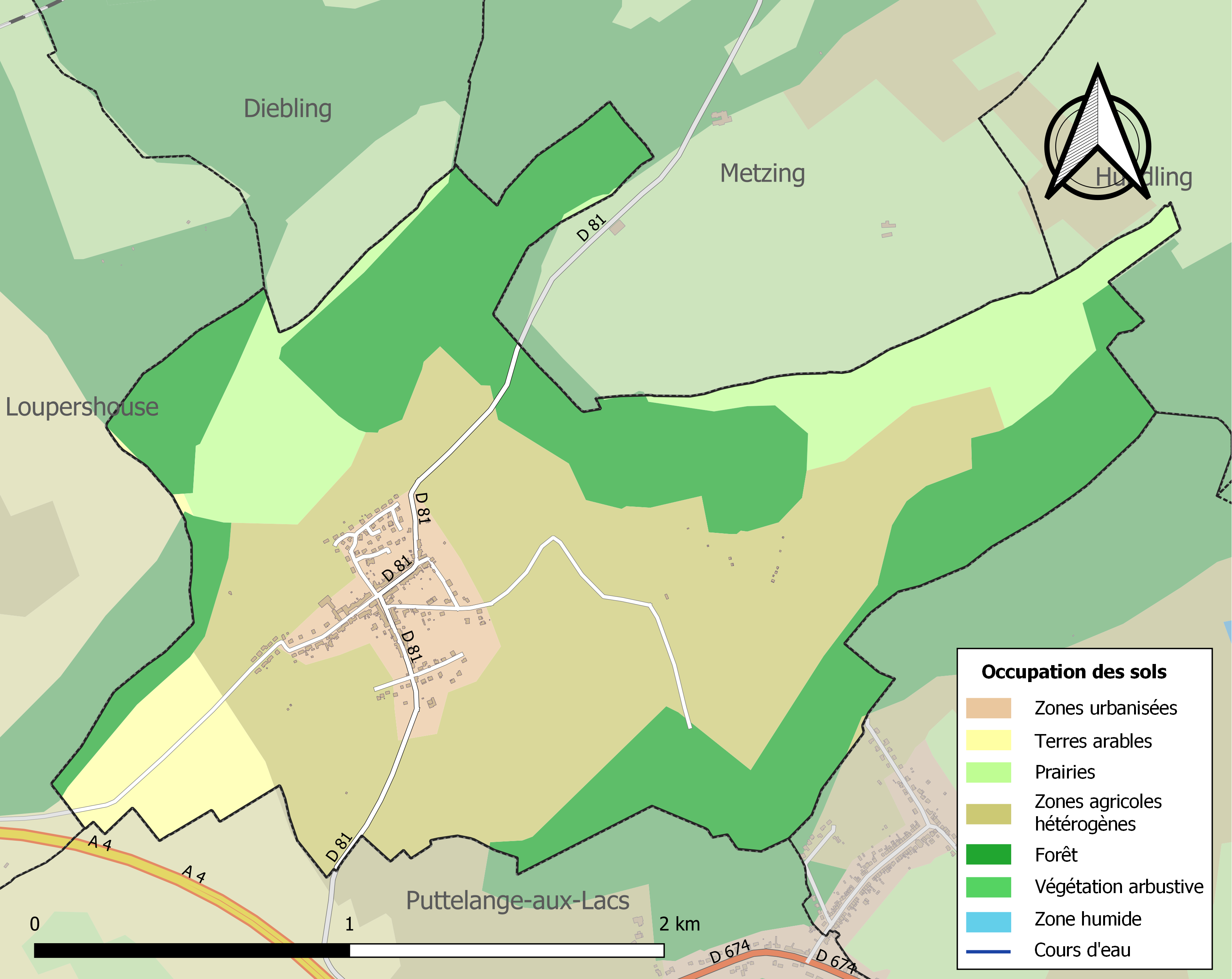
Carte des infrastructures et de l'occupation des sols de la commune en 2018 (CLC).

## Toponymie
- Guebenhouze (1421), Gebenhausen (1594), Guebenhausen (1751), Gaubenhauzen et Guebenhauzen (1756), Guebenhousen (1793), Guebenhausen (1801)[14], Gebenhausen (1871-1918).
- Gewhuse[15] et Gewenhuse en francique lorrain.

### Sobriquets
Anciens sobriquets sur les habitants : Die Klamm-Rutscher (ceux qui glissent dans les ravins), Die Steinböcke (les bouquetins).

## Histoire
Au Moyen Âge, la population du village s'élevait à 70 personnes. Guebenhouse était rattachée à Metzing et a Noussewiler-Saint-Nabor.
Il est supposé que Guebenhouse s'appelait Schomberg au XIIIe siècle ; la seule trace que l'on peut retrouver de Schomberg au XXIe siècle est le nom d'une exploitation agricole située sur le ban de Woustviller.
Village de la seigneurie de Puttelange dans le duché de Lorraine ; devint français en 1766.
Village ravagé par la peste en 1600. Guebenhouse fut détruit durant la guerre de Trente Ans et repeuplé 120 ans plus tard.
Lors de la Seconde Guerre mondiale, les Guebenhousois furent évacués vers  Champagne-Mouton, en Charente. La commune est bombardée en juin 1940 et en 1944 et libérée le 4 décembre 1944 par les troupes Américaines.

## Politique et administration
| Période                                  | Période   | Identité          | Étiquette | Qualité |
| ---------------------------------------- | --------- | ----------------- | --------- | ------- |
| février 1986                             | mars 1995 | Joseph Pfeiffer   |           |         |
| mars 1995                                | mars 2008 | Hubert Rebmann    |           |         |
| mars 2008                                | ?         | Dominique Dincher |           |         |
| mai 2020                                 | En cours  | Hervé Ruff        |           |         |
| Les données manquantes sont à compléter. |           |                   |           |         |

## Démographie
L'évolution du nombre d'habitants est connue à travers les recensements de la population effectués dans la commune depuis 1793. Pour les communes de moins de 10 000 habitants, une enquête de recensement portant sur toute la population est réalisée tous les cinq ans, les populations de référence des années intermédiaires étant quant à elles estimées par interpolation ou extrapolation. Pour la commune, le premier recensement exhaustif entrant dans le cadre du nouveau dispositif a été réalisé en 2005.

En 2022, la commune comptait 415 habitants, en évolution de −2,81 % par rapport à 2016 (Moselle : +0,52 %, France hors Mayotte : +2,11 %).
| 1793 | 1800 | 1806 | 1821 | 1836 | 1841 | 1861 | 1866 | 1871 |
| ---- | ---- | ---- | ---- | ---- | ---- | ---- | ---- | ---- |
| 391  | 289  | 313  | 358  | 476  | 487  | 600  | 603  | 534  |

| 1875 | 1880 | 1885 | 1890 | 1895 | 1900 | 1905 | 1910 | 1921 |
| ---- | ---- | ---- | ---- | ---- | ---- | ---- | ---- | ---- |
| 512  | 466  | 459  | 453  | 439  | 434  | 430  | 420  | 359  |

| 1926 | 1931 | 1936 | 1946 | 1954 | 1962 | 1968 | 1975 | 1982 |
| ---- | ---- | ---- | ---- | ---- | ---- | ---- | ---- | ---- |
| 357  | 347  | 336  | 327  | 327  | 337  | 318  | 316  | 410  |

| 1990 | 1999 | 2005 | 2006 | 2010 | 2015 | 2020 | 2022 | - |
| ---- | ---- | ---- | ---- | ---- | ---- | ---- | ---- | - |
| 414  | 392  | 429  | 426  | 405  | 416  | 404  | 415  | - |

## Lieux et monuments

### Édifices religieux
- Église Saint-Materne néo-romane 1869
- Crucifix rue des Alliés
- Statue de Marie au cimetière
- Grotte de Lourde au cimetière

### Divers
- Étangs entre Guebenhouse et Ernestviller.
- Un puits a balancier est visible a Oberwiese
- Une grande biodiversité est présente.
- Près de l'étang du camping se trouve une zone humide nommée Grosswiess, un ruisseau du même nom la traverse. Au Moyen Âge, il s'y serait trouvé un moulin.